# European Hot 100 Singles
L'European Hot 100 Singles ou Eurochart Hot 100 Singles était un classement hebdomadaire des ventes de singles réalisé par les magazines Billboard et Music & Media de mars 1984 jusqu'à décembre 2010, sur la base des classements nationaux de 17 pays d'Europe : l'Allemagne, l'Autriche, la Belgique, le Danemark, l'Espagne, la Finlande, la France, la Grèce, la Hongrie, l'Irlande, l'Italie, la Norvège, les Pays-Bas, le Portugal, le Royaume-Uni, la Suède et la Suisse.
Lors du classement du 13 novembre 2010, l'European Hot 100 Singles avait accumulé 400 singles numéro un. Le dernier classement a été publié le 11 décembre 2010, à la suite de la fermeture par Billboard de son bureau de Londres et du licenciement de son personnel basé au Royaume-Uni. Le dernier single numéro un du classement était Only Girl (In the World) de Rihanna. Le classement Billboard des ventes numériques Euro Digital Songs, devenu Euro Digital Song Sales, était quant à lui en activité jusqu'au 12 février 2022.

## Histoire

### Europarade
La première tentative de classement à l'échelle européenne a été l'Europarade, lancé le 27 mai 1976 par le radiodiffuseur public néerlandais TROS et diffusé sur la radio Hilversum 3. Au départ, le classement était compilé à partir des classements de six pays : les Pays-Bas, le Royaume-Uni, la France, l'Allemagne de l'Ouest, la Belgique et l'Espagne,. En 1979, l'Italie et le Danemark ont été ajoutés, et en 1980, l'Autriche et la Suisse. L'Irlande a été ajoutée en tant que onzième pays en octobre 1983. Les compilateurs ont rassemblé les 15 meilleurs disques de chaque pays et ont ensuite attribué les points correspondants, en fonction des positions entre 1 et 15 de chaque disque. L'Europarade a été publiée dans le magazine Music Week à partir du début des années 1980, ainsi que dans le magazine néerlandais Hitkrant. En 1984, le classement est passé d'un top 30 au top 40. L'Europarade a cessé d'être publié aux Pays-Bas en 1987 et ailleurs en 1994.

### European Hot 100 Singles
L'European Hot 100 Singles est créé le 19 mars 1984 par le magazine Eurotipsheet, devenu Music & Media sous le nom « European Top 100 Singles ».
Le nom du classement connaît plusieurs légers changements. Le 11 novembre 1985 il est rebaptisé European Hot 100 Singles, le 12 mars 1988 Eurochart Hot 100 Singles, avant d'adopter de nouveau le nom de « European Hot 100 Singles » à la fin des années 2000, mais continuait alternativement à être appelé « Eurochart Hot 100 Singles » sur le site de Billboard jusqu'en 2009:
- European Top 100 Singles : 19 mars 1984 – 4 novembre 1985 ;
- European Hot 100 Singles : 11 novembre 1985 – 5 mars 1988 ;
- Eurochart Hot 100 Singles : 12 mars 1988 – années 2000 ;
- European Hot 100 Singles : années 2000 – 11 décembre 2010.

Le classement était basé sur les classements nationaux des ventes de singles dans dix-sept pays européens à l'origine : l'Allemagne de l'Ouest, l'Autriche, la Belgique (séparément pour la Flandre et la Wallonie), le Danemark, l'Espagne, la Finlande, la France, la Grèce, l'Irlande, l'Italie, la Norvège, les Pays-Bas, le Portugal, le Royaume-Uni, la Suède et la Suisse. Ce classement a été établi en combinant les positions dans le classement de chaque pays et le pourcentage des ventes nationales de disques dans le pays respectif.
En 1986, le classement officiel a également été la base d'une émission de télévision musicale sur la chaîne britannique paneuropéenne Music Box (en) avec le présentateur néerlandais Erik de Zwart (en). Il était connu sous le nom de « Coca-Cola Eurochart Hot 100 Singles » de mai 1988 à fin 1992 pour des raisons de parrainage. En tant qu'émission syndiquée, elle a également été introduite sur les radios privées britanniques et a certainement été diffusée au cours de l'été et de l'automne 1989 et de janvier à avril 1991 ; toutefois, les dates précises de début et de fin de l'émission ne sont pas connues. En septembre 1989, le Coca-Cola Eurochart Hot 100 était diffusé sur 65 stations de radio européennes.
Animé par Pat Sharp, il était diffusé sur un certain nombre de radios anglaises, dont Radio Trent, BRMB, Viking FM et GWR FM. Une version télévisée a été diffusée sur Super Channel en 1989 et 1990, et il était animé par la présentatrice néerlandaise Caroline Tensen. Le classement Eurochart a rapidement pris de l'ampleur, en commençant à inclure davantage de pays.

## Liste de records

### Par chanson

#### Le plus de semaines en tête
| Semaines | Titre(s) |
| -------- | --- |
| 18       | - (Everything I Do) I Do It for You - Bryan Adams (1991) |
| 17       | - My Heart Will Go On - Céline Dion (1998) |
| 16       | - Can't Get You Out of My Head - Kylie Minogue (2001) - Poker Face - Lady Gaga (2009) - The Ketchup Song (Aserejé) - Las Ketchup (2002-2003) |
| 15       | - Lambada - Kaoma (1989) - Rhythm Is a Dancer - Snap! (1992) - Without Me - Eminem (2002) - Hips Don't Lie - Shakira (featuring Wyclef Jean) (2006) - Apologize - Timbaland (featuring OneRepublic) (2007)                                                                                             |
| 14       | - I Just Called to Say I Love You - Stevie Wonder (1984) - Gangsta's Paradise - Coolio (featuring L.V.) (1995) - Believe - Cher (1999) |
| 12       | - Rivers of Babylon/Brown Girl in the Ring - Boney M. (1978) - I Will Always Love You - Whitney Houston (1993) - No Limit - 2 Unlimited (1993) - Love Is All Around - Wet Wet Wet (1994) - Children - Robert Miles (1996) - Whenever, Wherever - Shakira (2002) - Shut Up - The Black Eyed Peas (2003) |

#### Singlesno1non anglophones
| Chanson               | Artiste                | Langue          | Année | Semaines en tête |
| --------------------- | ---------------------- | --------------- | ----- | ---------------- |
| 99 Luftballons        | Nena                   | Allemand        | 1983  | 5                |
| Rock Me Amadeus       | Falco                  | Allemand        | 1985  | 2                |
| Yéké yéké             | Mory Kanté             | Mandinka        | 1988  | 3                |
| Im Nin'alu            | Ofra Haza              | Hébreu          | 1988  | 2                |
| Lambada               | Kaoma                  | Portugais       | 1989  | 15               |
| Sadeness (Part I)     | Enigma                 | Français, latin | 1991  | 9                |
| La copa de la vida    | Ricky Martin           | Espagnol        | 1998  | 5                |
| Dragostea din tei     | O-Zone                 | Roumain         | 2004  | 12               |
| Obsesión              | Aventura               | Espagnol        | 2004  | 6                |
| Alors on danse        | Stromae                | Français        | 2010  | 10               |
| We No Speak Americano | Yolanda Be Cool & DCUP | Napolitain      | 2010  | 3                |